# Loena 1975A
Loena 1975A; Loena (Y)E-8-5M No.412 (Russisch: Луна-24А) was een ruimtevaartuig van de Sovjet-Unie dat in 1975 verloren ging bij de lancering. Het was een Loena E-8-5M sonde; de tweede van drie die gelanceerd zouden worden.
De bedoeling was een zachte landing uit te voeren op de Maan, een bodemmonster te nemen en dit dan terug te brengen naar de Aarde.
De lancering vond plaats vanaf Kosmodroom Bajkonoer op 16 oktober 1975 met een Proton K draagraket met Blok D als bovenste trap. Er trad een storing op van de bovenste trap en het ruimteschip kwam niet in de bedoelde parkeerbaan.
NASA trok de conclusie dat het de bedoeling was geweest te landen in de Mare Crisium, het reisdoel van Loena 23 en 24 die daar een paar honderd meter van elkaar af landden.  Omdat de lancering mislukte, werd ze destijds niet vermeld in de Sovjet-pers.